# HD 172044
HD 172044 e BD+33°3154B são dois componentes de um sistema estelar binário, na constelação de Lyra, a cerca de 520 anos-luz de distância da Terra. HD 172044 é uma estrela de magnitude 5, gigante ou subgigante com tipo espectral B8II-IIIp... O "p..." significa que a estrela tem um espectro peculiar e particularidades espectrais que ainda não foram descritas. É branca azulada e tem uma temperatura de superfície de 11.000 a 25.000 Kelvin. Por conseguinte, é pelo menos duas vezes mais quente que o Sol, na sua superfície, e muitas vezes mais brilhante e maior em tamanho. BD+33°3154B é uma estrela de magnitude 11 do tipo espectral desconhecido.